# Årets miljöhjälte
Årets miljöhjälte är ett pris som delas ut av svenska Världsnaturfonden för att uppmärksamma insatser. WWF har sedan 2010 varje år utsett några personer till Årets Miljöhjältar. Mellan åren 2010 och 2012 delades priset ut i samarbete med webbsajten Minplanet och 2016 delade WWF ut priset i samarbete med Svenska Hjältar. 
Sedan 2017 står WWF åter för priset som delas ut på Ulriksdals slott med kung Carl XVI Gustaf som prisutdelare. År 2012 uppstod dock en kontrovers då konungen vägrade dela ut priset till miljörättsaktivisten Alva Snis Sigtryggsson, enligt uppgift då han inte ville bli förknippad med civil olydnad.

## Pristagare
- 2010 – Christer Borg, Älvräddarna; Linus Källander, Dyraremat.nu; Magnus Åkerlind och Sophy Elevall; Simon Eisner, Allwin (hederspris).
- 2011 – Lucas Nilsson, KlimatSmart Förening; Jonas Paulsson, Köttfri Måndag; Sebastian Kirppu.
- 2012 – Alva Snis Sigtryggsson, Fältbiologerna/Ojnareskogen; Joel Borg, Way Out West.
- 2013 – Johanna Lakso och Olivia Linander, Push Sverige; Philip Olsmeyer, Trädgård på Spåret; Clara Lidström, Underbara Claras Värld.
- 2014 – Annika Elmqvist, Klimatriksdagen; Gunhild Stordalen, EAT Forum; Nätverket Rädda Råstasjön (Henrik Persson).
- 2015 – Mats Karström, Steget Före och Supermiljöbloggen (Beatrice Rindevall).
- 2016 – Lasse Wennman.
- 2017 – Rebecka Le Moine och Malena Ernman.
- 2018 – Pär Holmgren och Angarngruppen.
- 2019 – Pella Thiel och Magnus Carlson.
- 2020 – Floraväktarna och Våra barns klimat.
- 2021 – Svensk Fågeltaxering och Johan Rockström.
- 2022 – Sofia Jannok.

### Årets unga miljöhjälte
- 2018 – Luca Berardi.
- 2019 – Greta Thunberg
- 2020 – Fältbiologerna